# CAPS LOCK
《CAPS LOCK》是日本音樂組合CAPSULE第14張專輯。於2013年10月23日發行。唱片公司為unBORDE（日本華納音樂）。

## 概要
- 距離前作「STEREO WORXXX」發行約1年零7個月的原創專輯。這是他們移籍至日本華納音樂旗下廠牌「unBORDE」後發行的首張專輯。
- 在日本時報的專訪[1]中，身為成員之一和音樂製作人的中田康貴表示，希望組合在移籍至新唱片公司後嘗試一些新東西。他指出主音越島稔子的聲音在這張專輯上經過「極端的加工」，是因為他不想在現場表演专辑的這些歌曲。他往往只希望製作音樂，这种想法多於“在一些希望看他們現場演出的人前表演來展示他完成了的作品”的想法。專輯上所有歌曲都沒有商業搭配，因此這專輯可說是接近零宣傳（除官网等平台外仅华纳官方YouTube账号发布了Teaser）。
- 專輯在日本發售前一週，在iTunes上向全球超過100個國家(日本除外)作預先公開發售。專輯在香港、新加坡和台灣的iTunes電子音樂榜取得了下載冠軍，法國和美國方面則取得亞軍位置。
- 初回限定盤附有收錄專輯曲延長混音版本（extended mix）的Bonus Disc。
- 10月16日，專輯收錄曲「CONTROL」作為線上單曲先行發售，並製作了此曲的音樂錄影帶。
- 同年，「CAPS LOCK」被引进至台湾销售。

## 收錄曲

### CD 1
| 曲序 | 曲目     | 时长 |
| ---- | -------- | ---- |
| 1.   | HOME     | 2:17 |
| 2.   | CONTROL  | 4:36 |
| 3.   | DELETE   | 6:31 |
| 4.   | 12345678 | 6:08 |
| 5.   | SHIFT    | 3:50 |
| 6.   | ESC      | 2:18 |
| 7.   | SPACE    | 4:42 |
| 8.   | RETURN   | 5:16 |

### Bonus Disc（CD 2/初回限定盘）
| 曲序 | 曲目                   | 时长 |
| ---- | ---------------------- | ---- |
| 1.   | CONTROL (extended mix) | 6:18 |
| 2.   | DELETE (extended mix)  | 8:56 |
| 3.   | ESC (extended mix)     | 3:39 |

### iTunes限定配信
| 曲序 | 曲目                    | 时长 |
| ---- | ----------------------- | ---- |
| 1.   | 12345678 (extended mix) | 7:43 |

## 資料來源
1. ↑  Ian Martin. . The Japan Times.   [2014-02-04]. （原始内容存档于2014-02-22） （英语）.

## 外部連結
- YouTube上的Official Music Video:CAPSULE 「CONTROL」